# 藤原家子
藤原 家子（ふじわら の いえこ/やかこ、生年不明 - 宝亀5年7月21日（774年8月1日））は、奈良時代の女官。尚膳・従三位（贈正三位）。名は家児とも表記される。

## 生涯
聖武朝末年の天平21年（749年）4月、陸奥国産金の報告のための東大寺への行幸の日に無位から従五位下に叙されるのが、記録に登場する最初である。この時に藤原百能も同じく従五位下に昇叙している。
以後、孝謙朝・淳仁朝・称徳朝と順調に昇叙を続け、動乱の世を生き抜き、光仁朝の宝亀2年（771年）正月、従三位が最高位となる。この間、小長谷女王の薨去により、尚膳相当の正四位下に昇進している。3年後の宝亀5年（774年）7月、尚膳で薨去。朝廷は使者を派遣し、物を賜って弔い、正三位を贈った。

## 官歴
『続日本紀』による
- 天平21年（749年）4月1日：従五位下
- 天平勝宝2年（750年）8月5日：正五位上
- 天平宝字5年（761年）12月8日：従四位下
- 天平神護3年（767年）正月18日：正四位下
- 神護景雲2年（768年）10月15日：正四位上
- 時期不詳：尚膳
- 宝亀2年（771年）正月1日：従三位
- 宝亀5年（774年）7月21日：薨去。贈正三位